# Cinch Championships 2024
cinch Championships 2024, tradičním názvem Queen's Club Championships 2024, byl tenisový turnaj na mužském profesionálním okruhu ATP Tour hraný v Queen's Clubu. Stý dvacátý první ročník Queen's Club Championships probíhal mezi 17. a 23. červnem 2024 v britské metropoli Londýně na travnatých dvorcích.
Turnaj dotovaný 2 411 390 eury patřil do kategorie ATP Tour 500. Nejvýše nasazeným singlistou se opět stal druhý tenista světa a obhájce titulu Carlos Alcaraz ze Španělska, kterého ve druhém kole vyřadil Jack Draper. Jako poslední přímý účastník do hlavní soutěže nastoupil australský 37. hráč žebříčku Jordan Thompson. V důsledku invaze Ruska na Ukrajinu na konci února 2022 řídící organizace tenisu ATP, WTA a ITF s grandslamy rozhodly, že ruští a běloruští tenisté mohli dále na okruzích startovat, ale do odvolání nikoli pod vlajkami Ruska a Běloruska.
Třetí singlový titul na okruhu ATP Tour, a první na trávě, vybojoval 27letý Američan Tommy Paul. Čtyřhru ovládli Brit Neal Skupski s Novozélanďanem Michaelem Venusem, kteří získali první společnou trofej.

## Rozdělení bodů a finančních odměn

### Rozdělení bodů
| Soutěž  | Soutěž | vítězové | finalisté | semifinalisté | čtvrtfinalisté | 16 v kole | 32 v kole | Q  | Q2 | Q1 |
| ------- | ------ | -------- | --------- | ------------- | -------------- | --------- | --------- | -- | -- | -- |
| dvouhra | [ 2 ]  | 500      | 330       | 200           | 100            | 25        | 0         | 25 | 13 | 0  |
| čtyřhra | [ 6 ]  | 500      | 300       | 180           | 90             | —         | —         | 45 | 25 | 0  |

### Finanční odměny
| Soutěž                              | Soutěž      | vítězové  | finalisté | semifinalisté | čtvrtfinalisté | 16 v kole | 32 v kole | Q2      | Q1      |
| ----------------------------------- | ----------- | --------- | --------- | ------------- | -------------- | --------- | --------- | ------- | ------- |
| dvouhra                             | [ 2 ] [ 7 ] | 421 790 € | 226 945 € | 120 960 €     | 61 800 €       | 32 990 €  | 17 595 €  | 9 015 € | 5 060 € |
| čtyřhra                             | [ 6 ]       | 138 550 € | 73 900 €  | 37 390 €      | 18 690 €       | 9 680 €   | —         | —       | —       |
| částka ve čtyřhře je uvedena na pár |             |           |           |               |                |           |           |         |         |

## Dvouhra

### Nasazení hráčů
| Země                           | Hráč            | ATP | Nasazení |
| ------------------------------ | --------------- | --- | -------- |
| Španělsko                      | Carlos Alcaraz  | 2.  | 1.       |
| Austrálie                      | Alex de Minaur  | 9.  | 2.       |
| Bulharsko                      | Grigor Dimitrov | 10. | 3.       |
| USA                            | Taylor Fritz    | 12. | 4.       |
| USA                            | Tommy Paul      | 13. | 5.       |
| USA                            | Ben Shelton     | 14. | 6.       |
| Dánsko                         | Holger Rune     | 15. | 7.       |
| Francie                        | Ugo Humbert     | 16. | 8.       |
| Žebříček ATP k 10. červnu 2024 |                 |     |          |

### Jiné formy účasti na turnaji
Následující hráči obdrželi divokou kartu do hlavní soutěže:
- Dan Evans
- Billy Harris
- Andy Murray

Následující hráč měl nastoupit pod žebříčkovou ochranou:
- Milos Raonic

Následující hráč obdržel zvláštní výjimku:
- Brandon Nakashima

Následující hráči postoupili z kvalifikace: 
- Taró Daniel
- Rinky Hijikata
- Giovanni Mpetshi Perricard
- Alexei Popyrin

### Odhlášení
před začátkem turnaje
- Jiří Lehečka → nahradil jej  Matteo Arnaldi

## Čtyřhra

### Nasazení párů
| Země                                                                       | Hráč              | Země               | Hráč                   | ATP | Nasazení |
| -------------------------------------------------------------------------- | ----------------- | ------------------ | ---------------------- | --- | -------- |
| Indie                                                                      | Rohan Bopanna     | Austrálie          | Matthew Ebden          | 5.  | 1.       |
| USA                                                                        | Rajeev Ram        | Spojené království | Joe Salisbury          | 11. | 2.       |
| Salvador                                                                   | Marcelo Arévalo   | Chorvatsko         | Mate Pavić             | 16. | 3.       |
| Chorvatsko                                                                 | Ivan Dodig        | USA                | Austin Krajicek        | 28. | 4.       |
| Nizozemsko                                                                 | Wesley Koolhof    | Chorvatsko         | Nikola Mektić          | 29. | 5.       |
| Mexiko                                                                     | Santiago González | Francie            | Édouard Roger-Vasselin | 30. | 6.       |
| Spojené království                                                         | Neal Skupski      | Nový Zéland        | Michael Venus          | 38. | 7.       |
| Rakousko                                                                   | Alexander Erler   | Rakousko           | Lucas Miedler          | 80. | 8.       |
| Žebříček ATP k 10. červnu 2024; číslo je součtem umístění obou členů páru. |                   |                    |                        |     |          |

### Jiné formy účasti
Následující páry obdržely divokou kartu do hlavní soutěže:
- Jack Draper /  Cameron Norrie
- Dan Evans /  Andy Murray

Následující pár postoupil z kvalifikace:
- Julian Cash /  Robert Galloway

Následující páry postoupily z kvalifikace jako šťastní poražení:
- Alexander Erler /  Lucas Miedler
- John Peers /  Jordan Thompson

### Odhlášení
před začátkem turnaje
- Dan Evans /  Andy Murray → nahradili je  John Peers /  Jordan Thompson
- Máximo González /  Andrés Molteni → nahradili je  Francisco Cerúndolo /  Tomás Martín Etcheverry
- Frances Tiafoe /  Tommy Paul → nahradili je  Alexander Erler /  Lucas Miedler

## Přehled finále

### Mužská dvouhra
- Tommy Paul vs.  Lorenzo Musetti, 6–1, 7–6(10–8)

### Mužská čtyřhra
- Neal Skupski /  Michael Venus vs.  Taylor Fritz /   Karen Chačanov, 4–6, 7–6(7–5), [10–8]